# Astragalus scoparius
Astragalus scoparius är en ärtväxtart som beskrevs av Alexander Gustav von Schrenk. Astragalus scoparius ingår i släktet vedlar, och familjen ärtväxter. Inga underarter finns listade i Catalogue of Life.